# Šesti čut (film)
Šesti čut (The Sixth Sense) je ameriška nadnaravna grozljivka – triler, delo režiserja in scenarista M. Night Shyamalana. Film pripoveduje zgodbo o Colu Searu (Haley Joel Osment), težavnemu in osamljenemu dečku, ki lahko vidi in govori z mrtvimi, ter o zmedenemu otroškemu psihologu (Bruce Willis), ki mu poskuša pomagati. Film je režiserja M. Night Shyamalana prvič predstavil širši javnosti. Film je znan predvsem po nenadnem preobratu na koncu, kakršni so Shyamalanov zaščitni znak. 
Film je izšel 6. avgusta 1999 in dobro sprejet med kritiki, ki so predvsem pohvalili igralce (Osmenta, Collete in Willisa), atmosfero in vsebino. Bil je najbolj dobičkonosen film leta 1999 (takoj za Vojno zvezd Epizoda I: Grozeča prikazen), saj je zaslužil več kot 672 milijonov USD po vsem svetu. Nominiran je bil tudi za šest oskarjev, vključno za najboljši film, najboljšo režijo za Shyamalana, najboljši scenarij, najboljšega stranskega igralca za Osmenta in najboljšo stransko igralko Toni Collette.

## Vsebina
Dr. Malcom Crowe je otroški psiholog iz Filadelfije, ki se s svojo ženo vrne domov po prejemu nagrade za svoje delo. Nato se v njuni spalnici pojavi mladenič, ki obtožuje doktorja, da ga ni uspel pozdraviti. Crowe se spomni, da je to Vincent Grey, njegov nekdanji pacient ki je trpel za halucinacijami. Vincent svojega bivšega zdravnika ustreli, nato pa naredi samomor.
Crowe začne nato čez čas delati z drugim pacientom, devetletnim Coleom Searom, ki ima enake težave kot Vincent. Crowe skuša dečku pomagati, saj čuti dolžnost, da se odkupi za Vincenta. Med tem časom se z ženo odtujita in le poredko spregovorita drug z drugim. Coleovo mamo skrbi za njenega sina, še posebej po tem, ko vidi, da nima veliko prijateljev. Cole čez čas končno pove Crowu svojo skrivnost: da vidi duhove mrtvih ljudi, ki hodijo med živimi in se ne zavedajo, da so mrtvi.
Crowe sprva ne verjame Colu. Med poslušanjem zvočnega posnetka seanse z Vincentom pa sliši, kako Vincent v španščini govori z nekom, ki prosi za pomoč. Crowe Colu začne verjeti in verjame, da je imel Vincent enako sposobnost. Svetuje mu, naj svoj dar koristno uporabi in skuša duhovom pomagati pri njihovih nedokončanih poslih. Cole sprva tega ne želi, saj ga duhovi večkrat prestrašijo in včasih tudi grozijo, vendar čez čas le poskusi. 
Cole govori z enim izmed duhov, mladim dekletom, ki je umrla zaradi kronične bolezni. Skupaj z Crowom se odpravita na njen pogreb, kjer ju duh vodi do škatle z videokaseto, katero Cole nato da njenemu očetu. Kaseta pokaže, da je Kyrina mati zastrupljala hčer s hrano. Cole tako reši Kyrino mlajšo sestro, da ne postane naslednja mamina žrtev.
Cole se nauči, kako živeti z duhovi in se udeleži šolske predstave, katero si ogleda tudi Crowe. Doktor in deček navežeta prijateljski odnos in Cole predlaga Crowu, naj se pogovori z Anno, ko bo ona spala. Kasneje, ko Cole z mamo obtiči v prometu, ji pove svojo skrivnost o duhovih. Mama mu sprva ne verjame, vendar Cole to dokaže, ko ji pove, da je govoril s svojo babico. Pove ji, da je babica videla njeno plesno predstavo, ko je še bila otrok, čeprav je mislila, da je ni bilo tam. Pove ji, da je bila babica vedno ponosna na njo in mati ga v solzah objame ter sprejme resnico. 
Crowe se vrne domov, kjer vidi ženo, kako spi pred televizorjem, na katerem se predvaja njuna poroka. Anna ga v spanju vpraša, zakaj jo je zapustil in iz rok ji pade Crowov poročni prstan. Crowe se nato spomni, kaj mu je Cole povedal o duhovih. Ugotovi, da ga je Vincent takrat ubil in da je s Coleom delal mrtev. Zaradi Coleovega nasveta je Crowe dokončal svoj nedokončan posel, in sicer pomagati Coleu. Crowe pove svoji ženi, da jo je vedno ljubil in zapusti svet živih. 

## Igralci
- Bruce Willis kot Malcolm Crowe
- Haley Joel Osment kot Cole Sear
- Toni Collette kot Lynn Sear
- Olivia Williams kot Anna Crowe
- Donnie Wahlberg kot Vincent Grey
- Glenn Fitzgerald kot Sean
- Mischa Barton kot Kyra Collins
- Trevor Morgan kot Tommy Tammisimo
- Bruce Norris kot g. Stanley Cunningham
- Angelica Page kot ga. Collins
- Greg Wood kot g. Collins
- M. Night Shyamalan kot dr. Hill
- Peter Tambakis kot Darren
- Jeffrey Zubernis kot Bobby